# Royal Bank Zimbabwe
O Royal Bank Zimbabwe, cujo nome completo é Royal Bank Zimbabwe Limited, comummente chamado de Royal Bank, foi um banco comercial que operou no Zimbábue.

## Contexto
O Royal Bank era uma instituição financeira privada e um pequeno provedor de serviços financeiros no Zimbabué. Em Junho de 2012, a avaliação total do ativo do banco não era de conhecimento público. O património líquido do banco era estimado em cerca de US $ 12,5 milhões, a exigência de capital mínimo para um banco comercial no Zimbábue, a partir de dezembro de 2010.

## História
O banco foi fundado em 2001. Em setembro de 2010, a RBZ reverteu a sua decisão e re-editou as licenças de bancos comerciais dos três bancos que haviam sido fechados. O Royal Bank reabriu em fevereiro de 2011, após seis anos de encerramento forçado. A ZABG também manteve a sua licença bancária. Em Dezembro de 2010, o número de bancos comerciais licenciados no Zimbabuée era de dezanove.
Em março de 2012, a mídia do Zimbábue informou que o Commercial Bank of Africa Group, um conglomerado de serviços financeiros queniano, havia concordado em adquirir uma participação de 62% no Royal Bank of Zimbabwe. No entanto, ambas as partes não conseguiram finalizar o acordo dentro do prazo permitido pelo regulamento, e assim, o acordo expirou.

## Encerramento e liquidação
No dia 27 de julho de 2012, a diretoria do Royal Bank Zimbabwe decidiu entregar a licença bancária da instituição ao Banco Central do Zimbábue e encerrar os seus negócios no país. Isto seguiu-se à determinação do Banco de Reserva do Zimbábue de que o Royal Bank não estava mais em "condições financeiras seguras e sólidas". A deliberação do conselho de administração deveu-se à capitalização do banco, com uma acumulação de perdas, desafios de liquidez e elevado nível de inadimplência. O banco central está no processo de liquidar o Royal Bank e reembolsar os fundos dos depositantes.

## Rede de agências
Em Junho de 2012, o Royal Bank mantinha uma rede de agências nos seguintes locais:
1. Filial principal, em Harare
2. Filial de Karoi, em Karoi
3. Filial de Gwanda, em Gwanda
4. Nyanga Branch, em Nyanga
5. Filial Chegutu, em Chegutu
6. Ramo Lobengula, em Bulawayo
7. Hwange Branch, em Hwange
8. Rusape Branch, em Rusape
9. Ramo Kadoma, em Kadoma
10. Ascot Branch, em Bulawayo
11. Filial de Chipinge, em Chipinge
12. Filial Marondera, em Marondera
13. Ramo Kwekwe, em Kwekwe